# Dillo Lombardi
Dillo Lombardi (Parma, 10 gennaio 1858 – Civita Castellana, 15 luglio 1935) è stato un attore italiano del teatro e del cinema muto.

## Biografia

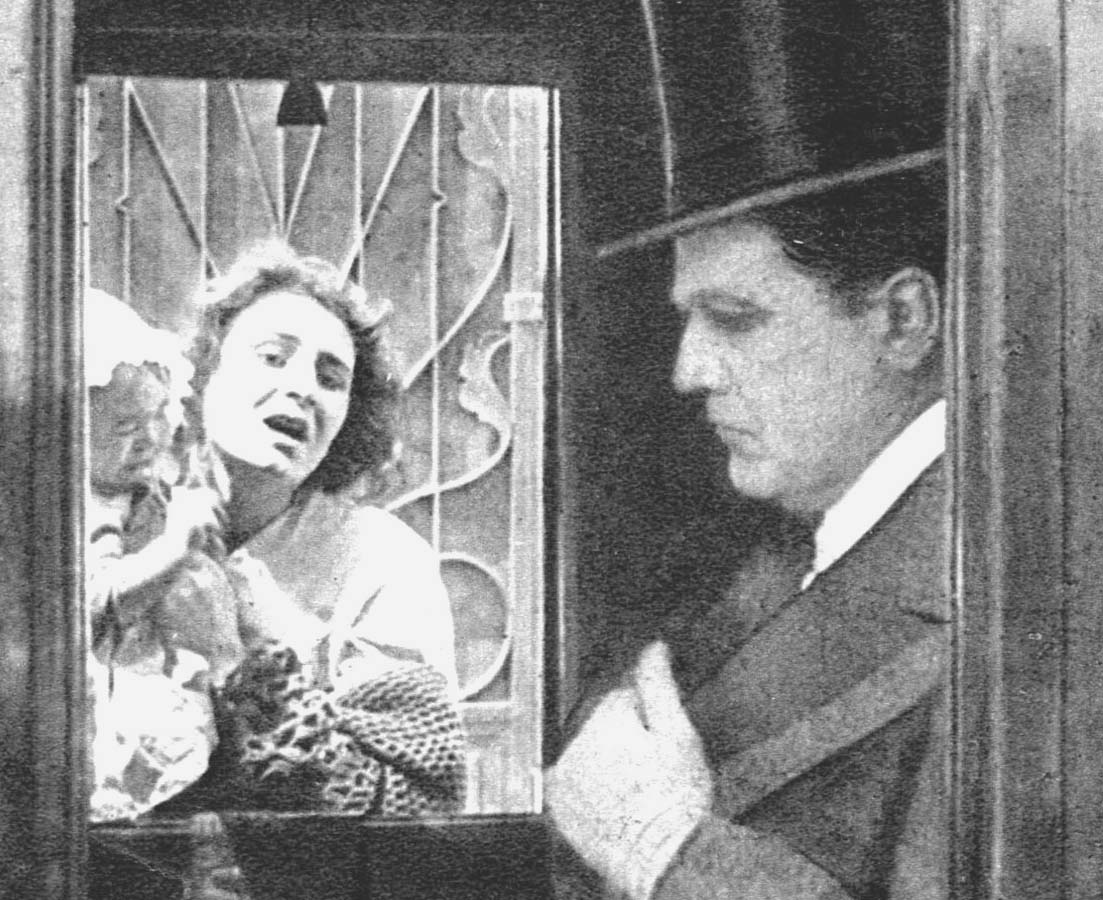
Foto di scena con Vittoria Moneta e Dillo Lombardi (Sperduti nel buio, 1914).

Cominciò a recitare giovanissimo, e iniziò l'attività drammatica nella compagnia teatrale di Ernesto Rossi dove fu scritturato come «primo attore giovane». Passò in seguito alla compagnia di Luigi Bellotti Bon, con il quale compì una tournée in America, e dove ottenne molti successi personali.
Fu «primo attore» nelle compagnie di Giacinta Pezzana e Cesare Rossi, e passò alla fine degli anni ottanta al Teatro Manzoni di Roma, del quale assunse successivamente la direzione. Nella capitale, l'attore emiliano riscosse ampi successi personali con le interpretazioni dell'Amleto e dell'Otello di Shakespeare, divenendo un vero e proprio divo della piccola borghesia impiegatizia.
Attore cinematografico dal 1911, in tale anno debuttò con il film Bonifacio VIII della Film d'Arte Italiana. L'anno seguente passò prima alla Latium Film e poi alla torinese Savoia Film. In quest'ultima casa, Lombardi fu uno dei maggiori interpreti e fu presente in quasi tutte le sue prime produzioni, tra queste vanno citate Il giglio della palude (1912) , La fuggitiva (1912), In hoc signo vinces (1913), Il cadavere vivente (1913), dove ebbe come partner femminile, Maria Jacobini prima, e Adriana Costamagna poi.
Dopo l'esperienza alla Savoia, passò alla Morgana Film, dove, sotto la direzione di Nino Martoglio, fu tra gli interpreti di Sperduti nel buio (1914) e di Teresa Raquin (1915). Successivamente prese parte a numerose pellicole prodotte dalla Latina Ars, dalla Gladiator Film, dalla Celio Film, dalla Caesar Film e dalla Lombardo Film (dove nel 1918 realizzò il suo unico film da regista dal titolo Malacarne).
Come per molti cineasti, la crisi in cui precipitò la cinematografia italiana negli anni venti, portò Lombardi e trasferirsi in Germania dove girò alcune pellicole, l'ultima delle quali nel 1928, Le rouge et le noir. Successivamente, ormai settantenne, si ritirò dalle scene.

## Filmografia parziale
- Bonifacio VIII, regia di Gerolamo Lo Savio (1911)
- Marco Visconti, regia di Ugo Falena (1911)
- Il ballo della morte, regia di Roberto Danesi (1912)
- Il giglio della palude, regia di Roberto Danesi (1912)
- La fuggitiva, regia di Roberto Danesi (1912)
- L'ultimo amplesso, regia di Pier Antonio Gariazzo (1912)
- Madre ignota, regia di Ubaldo Pittei (1912)
- Vampe di gelosia, regia di Roberto Danesi (1912)
- Il cadavere vivente, regia di Oreste Mentasti e Nino Oxilia (1913)
- Il pane altrui, regia di Ubaldo Maria Del Colle (1913)
- Il raggio meraviglioso, regia di Roberto Danesi (1913)
- Il velo d'Iside, regia di Nino Oxilia (1913)
- In hoc signo vinces, regia di Nino Oxilia (1913)
- La falsa strada, regia di Roberto Danesi (1913)
- La morte civile, regia di Ubaldo Maria Del Colle (1913)
- L'accordo in minore, regia di Ubaldo Maria Del Colle (1914)
- Sperduti nel buio, regia di Nino Martoglio (1914)
- Ultimo anelito, regia di Ubaldo Maria Del Colle (1914)
- Diamanti e documenti, regia di Domenico Gaido (1915)
- da Il mio diario di guerra, regia di Riccardo Tolentino (1915)
- Teresa Raquin, regia di Nino Martoglio (1915)
- Diamanti e lagrime, regia di Gino Zaccaria (1916)
- Il predone dell'aria, regia di Alberto Traversa (1916)
- Sul limite della follia, regia di Riccardo Tolentino (1916)
- Castigo, regia di Ubaldo Maria Del Colle (1917)
- Le memorie di una istitutrice, regia di Riccardo Tolentino (1917)
- Una donna, regia di Mario Gargiulo (1917)
- È passata una nuvola, regia di Mario Gargiulo (1918)
- Amore e la maschera, regia di Mario Gargiulo (1920)
- L'ultima primavera, regia di Ercole Aldo Brizzi (1920)
- Per le vie del sogno, regia di Renato Tignani (1920)
- Il più forte, regia di Ugo De Simone (1921)
- La porta del mondo, regia di Parsifal Bassi (1921)
- Roveto ardente, regia di Alfredo Masi (1921)
- Suprema bellezza, regia di Luigi Serventi (1921)
- Fatale bellezza, regia di Gaston Ravel (1922)
- Il miracolo dell'amore, regia di Toddi (1922)
- Il grido dell'aquila, regia di Mario Volpe (1923)
- La bambola vivente, regia di Luigi Maggi (1924)
- Le rouge et le noir (Der geheime Kurier), regia di Gennaro Righelli (1928)